# 대한민국 국회입법조사처
국회입법조사처(國會立法調査處, 영어: National Assembly Research Service, NARS)는 입법 및 정책과 관련된 사항을 조사·연구하고 관련 정보 및 자료를 제공하는 등 입법정보서비스와 관련된 의정활동을 지원하는 대한민국 국회의 소속기관이다. 서울특별시 영등포구 의사당대로 1 국회의사당에 위치하며, 처장은 차관급 정무직공무원으로 보한다. 참고로, 2007년에 미국 의회조사국(CRS)을 벤치마킹하여 도입설치되었다.

## 설치 근거 및 소관 사무

### 설치 근거
- 「국회법」 제22조의3제1항[2]

### 소관 사무
- 국회의 위원회 또는 국회의원이 요구하는 사항의 조사·분석 및 회답
- 입법 및 정책 관련 조사·연구 및 정보의 제공
- 입법 및 정책 관련 자료의 수집·관리 및 보급
- 국회의원연구단체에 대한 정보의 제공
- 외국의 입법동향의 분석 및 정보의 제공

## 연혁
- 2007년 3월 25일: 국회입법조사처 설치.[3]

## 조직

### 처장
기획관리관실
- 총무담당관실[5]
- 기획협력담당관실[5]

정치행정조사실
- 정치행정조사심의관실[4]
  - 정치의회팀[7]
  - 법제사법팀[7]
  - 외교안보팀[7]
  - 행정안전팀[7]

경제산업조사실
- 금융공정거래팀[7]
- 재정경제팀[7]
- 산업자원농수산팀[7]
- 국토해양팀[7]

사회문화조사실
- 사회문화조사심의관실[9]
  - 환경노동팀[7]
  - 교육문화팀[7]
  - 과학방송통신팀[7]
  - 보건복지여성팀[7]

## 정원
국회입법조사처에 두는 공무원의 정원은 다음과 같다.
| 총계      | 총계              | 126명 |
| --------- | ----------------- | ----- |
| 정무직 계 | 정무직 계         | 1명   |
|           | 처장              | 1명   |
|           |                   |       |
| 일반직 계 | 일반직 계         | 125명 |
|           | 1급 이하 2급 이상 | 5명   |
|           | 3급 이하 5급 이상 | 102명 |
|           | 6급 이하          | 18명  |

## 같이 보기
- 국회입법조사처장
- 미국 의회조사국(CRS)
  - CRS 보고서